# ソフトウェア発行者
ソフトウェア発行者 (ソフトウェアはっこうしゃ、英: software publisher)は、開発者と配布者の間に位置するソフトウェア業界の発行会社のこと。一部の企業では、これらの役割の2つまたは3つすべてを担っていることがある（実際、特にシェアウェアの場合は、1人の人間が担当する）。
ソフトウェア発行者は、多くの場合、著作権使用料を考慮して、制限時間や地理的地域など、特定の制限付きで元の権利者/開発者からソフトウェアのライセンスを取得する。
権利者/開発者は、ソフトウェア発行者を通して、より大きな市場または海外の市場に参入できる。 通常、ソフトウェア発行者はこれらの市場に参入するための費用のほとんどを負担する。ソフトウェア発行者は開発者に合意されたロイヤルティを支払う。
ソフトウェア発行者の義務は、当事者間で合意された内容によって大きく異なる。通常は以下のような業務を行う。
- 言語要素をローカル言語に翻訳する
- ローカル市場でのソフトウェア需要の喚起
- ソフトウェア製品の化粧箱の設計と製造
- ローカルでの製品のテクニカルサポート
- ローカル市場での広告 (広告の作成、出稿、広告料の支払い)
- 販売チャネルの開拓
- ソフトウェアをエンドユーザーに販売

ソフトウェア発行者は、特定した市場ニーズを満たすために、開発者にソフトウェア作成を依頼することもある。
ソフトウェア発行者の米国労働統計局のコードは511200である。 